# Будеи
Буде́и (укр. Будеї) — село, относится к Кодымскому району Одесской области Украины.
Население по переписи 2001 года составляло 1334 человека. Почтовый индекс — 66010. Телефонный код — 4867. Занимает площадь 6,26 км².

## Местный совет
66022, Одесская обл., Кодымский р-н, с. Будеи